# Andrea Foglia
Andrea Foglia Costa (n. Montevideo, 4 de diciembre de 1985) es una regatista uruguaya de las clases Snipe y láser radial.
Es hermana de Alejandro Foglia, que participó en las olimpiadas de Atenas 2004, Pekín 2008 y Londres 2012.
Estudió en el Deutsche Schule Montevideo. Posteriormente, cursó la carrera Educación Inicial  en la Universidad Católica. Sin embargo, a causa de los insumos de tiempo que le llevó el deporte, debió postergar la tesis hasta haber terminado su participación en los juegos olímpicos.

## Trayectoria
Empezó a navegar a los ocho años en Optimist. En el año 2000 se compró un barco para competir en la categoría Snipe. Desde ese momento comenzó a competir en equipo con su hermana Mariana Foglia (casada con Pablo Defazio, también dedicado al mismo deporte). Participaron por primera vez en el Sudamericano de Snipe en el año 2001, edición que se realizó en Tucumán. En 2002 volvió a participar en el sudamericano, pero además compitió en el campeonato del mundo en categoría femenina, que se disputó en San Petersburgo (Florida), finalizando en el cuarto puesto. Después ganaría los dos siguientes mundiales, los de 2004 y 2006 (los campeonatos del mundo de la clase Snipe se celebran cada dos años).
Tras obtener sus dos títulos mundiales, se pasó a la clase Laser en 2009, preparándose para buscar la plaza olímpica en Londres 2012. Compitió en los Juegos Panamericanos de Guadalajara, donde terminó novena, y en el Campeonato Mundial de Vela Olímpica de 2011, donde quedó en el puesto número 69, lo que no significó su clasificación directa para las olimpiadas. Sin embargo, le quedaba por disputar el repechaje en Alemania. Allí terminó en el lugar número 57 y le significó un cupo para las olimpiadas. 
En los Juegos Olímpicos se clasificó en la posición 38. Luego de esto, su actuación la decepcionó y cuestionó su continuidad en el deporte, a causa, además, de los gastos económicos. En una entrevista declaró que «no quiere seguir pidiéndole apoyo a los padres», «hacen falta espónsor y el apoyo de organismos público» y «quisiera trabajar en lo mío».